# Mireille Mathieu chante Paul Anka « Toi et Moi »
Albums de Mireille Mathieu
Romantiquement vôtre
(1979) Un peu... beaucoup... passionnément...
(1980)
Singles
1. Andy
Sortie : 1979

Mireille Mathieu chante Paul Anka « Toi et Moi » est le vingtième album francophone de la chanteuse française Mireille Mathieu publié chez Philips et distribué par Phonogram pour la France en 1979. Cet album est aussi le dixième à être publié par la maison de disque Philips.

## Autour de l'album
L'album est entièrement produit et composé par Paul Anka. Un autre album sera également composé et produit par Paul Anka pour Mireille Mathieu la même année, Mireille Mathieu Sings Paul Anka: You And I, qui est essentiellement composé de version anglaise des chansons de ce disque. 
Les paroles des chansons de l'album sont d'Eddy Marnay, parolier fétiche de la chanteuse qui lui écrivit de nombreuses chansons pour de nombreux albums français de la chanteuse (il écrivit les paroles de Mille colombes, Santa Maria de la Mer ou encore Une femme amoureuse parmi tant d'autre).
Deux des chansons de cet album sont des duos entre Mireille Mathieu et Paul Anka : Toi et moi et Comme avant. Les autres sont des chansons chantées en solo par Mireille.
La chanson "Parle à la vie" a été enregistrée l'année précédente par Régine, grande amie de Paul Anka, sur son album "Jackpot" avec des paroles différentes sous le titre "Seule dans un lit".

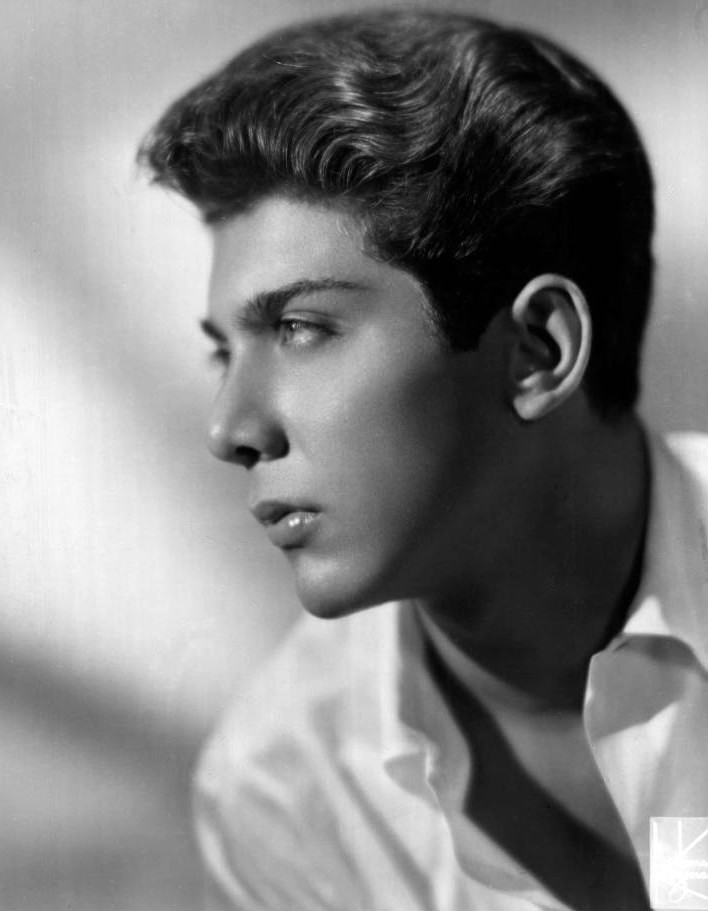
Paul Anka (ici en 1961) a entièrement composé et produit cet album.

## Chansons de l'album
| 1.                     | Un homme dans ma vie         | Paul Anka, Eddy Marnay | 3:26 |
| 2.                     | Toi et moi (avec Paul Anka)  | Paul Anka, Eddy Marnay | 3:21 |
| 3.                     | Parle à la vie               | Paul Anka, Eddy Marnay | 3:27 |
| 4.                     | Comme avant (avec Paul Anka) | Paul Anka, Eddy Marnay | 3:50 |
| 5.                     | Un manège en hiver           | Paul Anka, Eddy Marnay | 5:40 |
| 6.                     | Paris-Problèmes              | Paul Anka, Eddy Marnay | 7:10 |
| 7.                     | Andy                         | Paul Anka, Eddy Marnay | 3:30 |
| 8.                     | La porte fermée              | Paul Anka, Eddy Marnay | 4:31 |
| 9.                     | De plus en plus heureux      | Paul Anka, Eddy Marnay | 3:14 |
| 38 minutes 09 secondes |                              |                        |      |

## Crédits
Mireille est accompagnée par : 
- le grand orchestre de Lee Holdridge[1] (Un homme dans ma vie, Comme avant, La porte fermée)
- le grand orchestre de Al Capps[1] (Toi et moi)
- le grand orchestre de Artie Butler[1] (Parle à la vie, Un manège en hiver, Andy)
- le grand orchestre de Don Costa[1] (Un manège en hiver, Paris-Problèmes, De plus en plus heureux)

La photographie de la pochette est de Norman Parkinson.

## Reprises
Sur les neuf chansons de l'album, huit connaitront une version anglaise chantée par Mireille elle-même qui se retrouveront sur l'album Mireille Mathieu Sings Paul Anka: You And I : 
- Un homme dans ma vie devient A man and a woman.
- Toi et moi chanté avec Paul Anka devient You and I.
- Parle à la vie devient Life Song.
- Comme avant devient After you.
- Un manège en hiver devient Leave it all to me.
- Paris-Problèmes devient Paris is something wrong ?.
- Andy devient Andi.
- La porte fermée devient Closing Doors.

## Single
L'album ne fera l'objet que d'un seul single en France sous format 45 tours sorti en 1979 chez Philips, Andy.

## Publication dans le monde
| Pays    | Maison de disques                     | Date de sortie |
| ------- | ------------------------------------- | -------------- |
| France  | Philips (Référence Philips 9101 708   | 1979           |
| France  | Ariola (Référence Ariola 205 599)     | 1979           |
| Canada  | Polydor (Référence Polydor 2424 199)  | 1979           |
| Mexique | Polydor (Référence Polydor LPR 16339) | 1980           |
| Mexique | Ariola (Référence Ariola LA-378)      | 1981           |
| Pérou   | Ariola (Référence Ariola 200 843)     | /              |
| Turquie | Yanki (Référence 684)                 | /              |